# Pfarrkirche Kaumberg

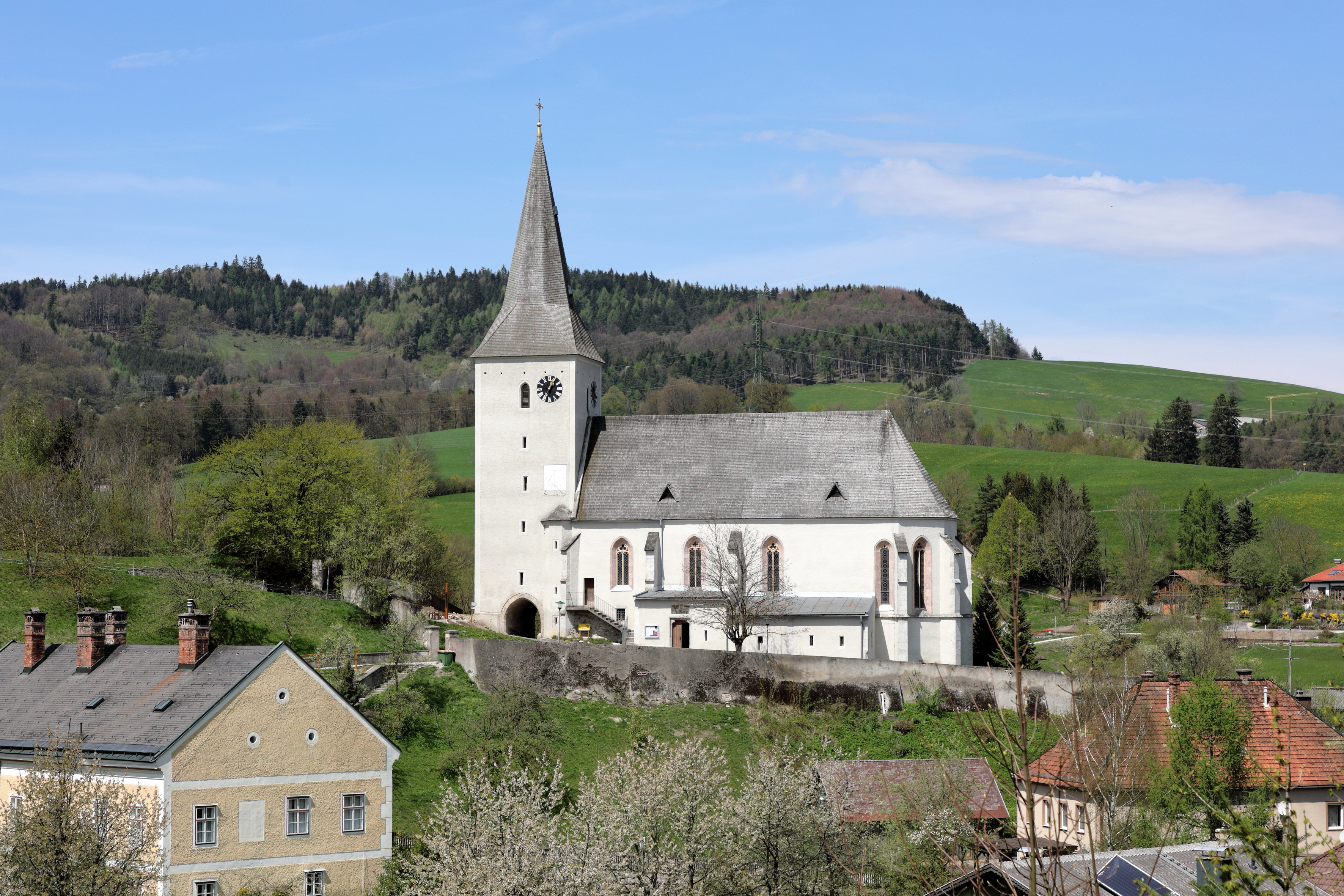
Südansicht der Pfarrkirche hl. Michael

Die römisch-katholische Pfarrkirche Kaumberg steht im Ort Kaumberg in der Marktgemeinde Kaumberg im Bezirk Lilienfeld in Niederösterreich. Sie ist dem Heiligen Michael geweiht und gehört zum Dekanat Lilienfeld in der Diözese St. Pölten. Die Wehrkirche und die Wehrmauer mit Stiege stehen unter Denkmalschutz (Listeneintrag).

## Pfarrgeschichte
Ende des 12. Jahrhunderts bekam ein Conrad de Arberch vom Passauer Bischof die Kirche „Choumperch“ als Lehen. Nach langwierigem Prozess mit den Herren von Araburg kam es 1256 zu einem Vergleich und das Kloster Klein-Mariazell übernahm die Pfarre. In den Passauer Pfarreinkünfteverzeichnissen wurde Kaumberg 1280 erstmals erwähnt. Nach der Ersten Türkenbelagerung kam das Kloster in finanzielle Schwierigkeiten und verkaufte die Pfarre an einen Burgherrn. 1580 kam die Pfarre in den Besitz eines Protestanten und anstelle eines Pfarrers wurde ein Prädikant eingesetzt. 1622 wurde der protestantische Burgherr entmachtet und 1625/26 die Pfarre vom Stift Lilienfeld erworben.

## Beschreibung

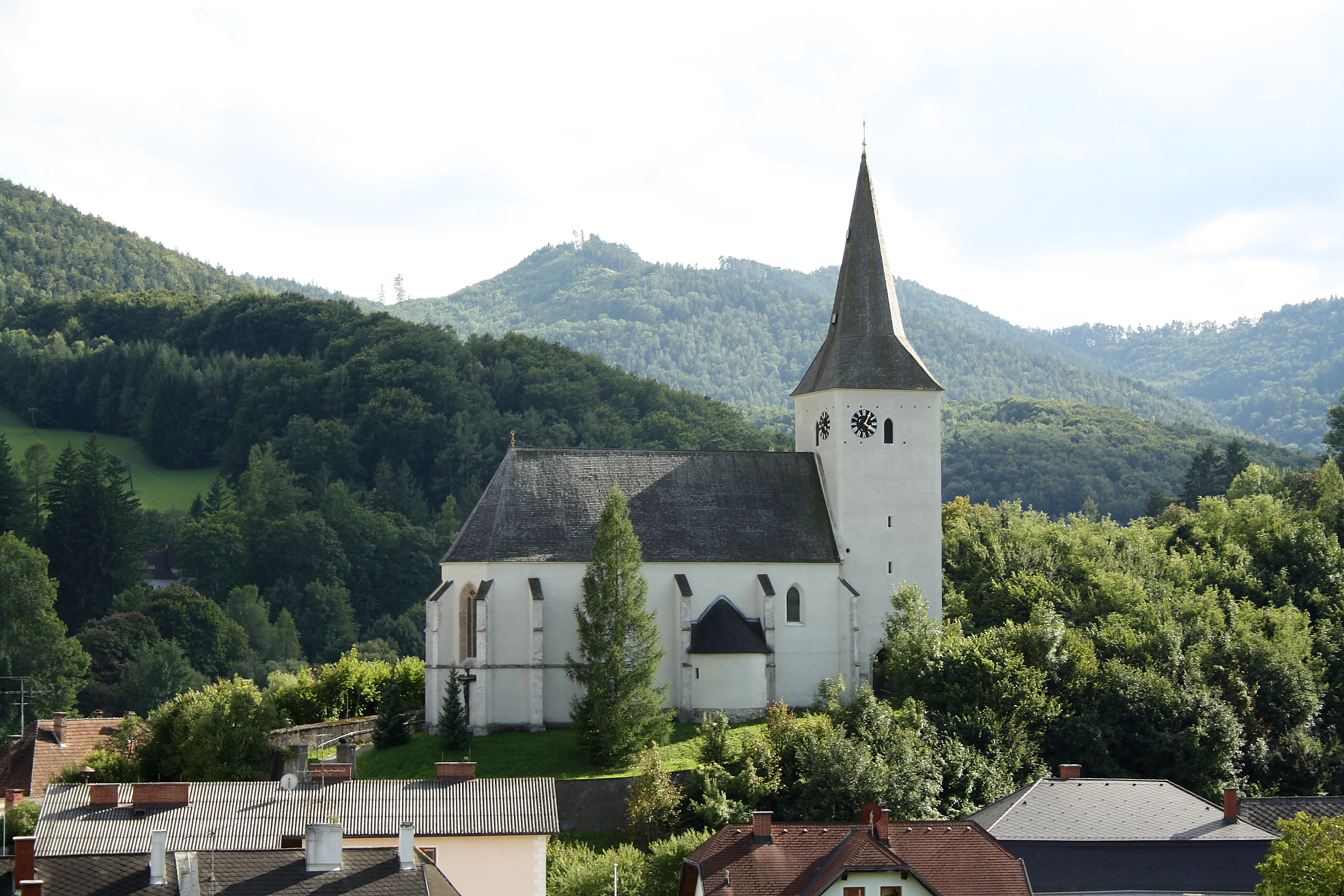
Nordansicht der Pfarrkirche

Die Kirche am Eingang des Laabachtales und in erhöhter Lage ist eine ehemalige Wehrkirche. Sie ist teilweise von einer Wehrmauer umgeben und wurde in mehreren mittelalterlichen Bauetappen errichtet. Das dreijochige gotische Langhaus mit dem Kreuzrippengewölbe sowie die Apsis sind um 1400 erbaut worden. Der langhausbreite Chor hat eine Achsabweichung zum Langhaus und einen 5/8-Schluss.
Der Turm im Westen mit drei Stockwerken und einem Durchgangsportal hat einen quadratischen Grundriss und dürfte teilweise der Rest einer alten Wehranlage sein. Der Turmspitzhelm stammt aus dem Jahr 1852. Wegen Kriegseinwirkung 1945 wurde die Schindeldeckung des Turms und der Kirche 1948 erneuert.
Nördlich zwischen zwei Strebepfeilern ist eine seicht vorragende Maria-Lourdes-Kapelle aus dem 17./18. Jahrhundert angebaut, bei der ursprünglich ein romanischer Baukern vermutet wird. Im Süden ist eine spätgotische Vorhalle angebaut, sowie eine Sakristei und ein Verbindungsraum (Beichtkapelle) zwischen den beiden.

## Einrichtung
Altar

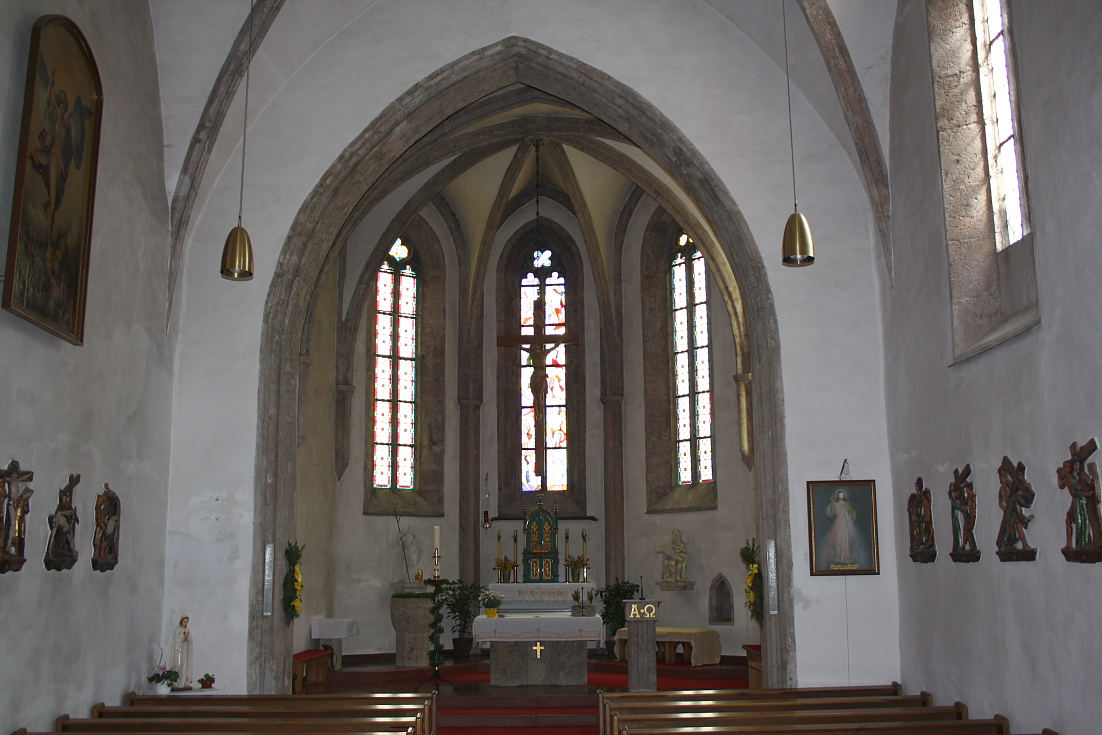
Innenansicht Richtung Altar

1774 erhielt die Kirche einen barocken Hochaltar vom Stift Lilienfeld. Im Zuge der Generalsanierung, die von 1955 bis 1959 dauerte, wurde der Barockaltar abgetragen und durch eine Mensa ersetzt. 1987 wurde der Altar zu einem Volksaltar umgestaltet.
Orgel
Die Kirche wurde 1695, 1895 und 1993 mit einer neuen Orgeln ausgestattet. Die jetzige Orgel verfügt über 13 Register auf zwei Manualen und Pedal und wurde vom Orgelbaumeister Friedrich Heftner errichtet.
Glocken
1896 wurden zwei neue Glocken geweiht, im Zuge des Ersten Weltkrieges wurden die Glocken für „Kriegszwecke“ requiriert. 1920 wurden die Kirche mit vier neuen Glocken ausgestattet und wiederum im Zuge des Zweiten Weltkrieges requiriert. 1949 wurden fünf neue Glocken wieder aufgezogen.